# Markus Sittikus von Hohenems
Markus Sittikus von Hohenems (ur. 24 czerwca 1574 w Hohenems, zm. 9 października 1619 w Salzburgu) – austriacki duchowny rzymskokatolicki, w latach 1612–1619 książę arcybiskup metropolia Salzburga.

## Życiorys
Jego ojciec, Jakob Hannibal von Hohenems (1530–1587), był generałem armii w służbie cesarza Karola V Habsburga. Wujem Markusa był kardynał Markus Sitticus von Hohenems.
18 marca 1612 wybrany arcybiskupem Salzburga, papież kanonicznie zatwierdził ten wybór 18 czerwca tego samego roku. Święcenia prezbiteriatu przyjął we wrześniu 1612, a na początku października sakrę.
Zmarł 9 października 1619. Został pochowany w klasztorze franciszkańskim w Salzburgu.